# Ustawa 3037/2002
Ustawa 3037/2002 – grecka ustawa uchwalona w 30 lipca 2002 roku w celu walki z nielegalnym hazardem.
Ustawa była projektem greckiego Rządu i została zaproponowana po tym, jak członek rządzącego Panhelleńskiego Ruchu Socjalistycznego został nagrany na taśmę filmową podczas uprawiania hazardu. Wywołało to panikę moralną, na fali której uchwalono nowe prawo.
Nowe prawo zabraniało m.in. korzystania z gier elektronicznych w miejscach publicznych, włączając w to te uruchamiane na komputerach osobistych.
Podczas rozprawy przeciwko niektórym właścicielom kawiarenek internetowych, którzy pozwalali swoim klientom na grę w gry komputerowe (np. szachy), sąd pierwszej instancji w Salonikach orzekł, że ustawa jest niekonstytucyjna. Pod sądem zebrało się około trzysta osób w celu wsparcia właścicieli kafejek internetowych.
Komisja Europejska wysłała oficjalny list do greckiego Ministra Spraw Zagranicznych wyjaśniając, że prawo może być niezgodne z prawem Unii Europejskiej. W tym przypadku Trybunał Sprawiedliwości może wyciągnąć konsekwencje wobec Grecji.
Po interwencji Unii Europejskiej i sporach z właścicielami kawiarenek internetowych, rząd uchwalił nową decyzję (1107414/1491/T. & E. F.) 8 grudnia 2003. Nowe prawo precyzowało kilka artykułów ustawy 3037/2002, lecz dalej zabraniało używania gier elektronicznych w kafejkach internetowych oraz oprogramowania do usuwania lub odkodowywania plików na dyskach twardych komputerów w kawiarenkach.
Ustawa została zawieszona jako niekonstytucyjna.

## Wydarzenia powiązane
Jak podała gazeta Eleftherotypia, 14 stycznia 2004 grecka policja dokonała nalotów na kafejki internetowe w mieście Larisa. Osiemdziesiąt komputerów zostało skonfiskowanych przez policję, a trzem właścicielom postawiono zarzut popełnienia przestępstwa.
10 lutego 2005 Parlament Europejski pozwał Grecję przed Trybunał Sprawiedliwości za zakaz używania gier komputerowych.